# Alexandre Appiani d'Aragona
Alexandre Appiani d'Aragona (Gènova, 1555 - Piombino, 28 de setembre de 1589) fou fill natural de Jaume VI Appiani d'Aragona amb Maria Fieschi, la seva cunyada (germana de la seva dona) que fou legitimat i habilitat per a succeir per l'emperador el 1559. Fou príncep al Piombino, príncep del sacre imperi i senyor de Scarlino, Populonia, Suvereto, Buriano, Abbadia al Fango i Vignale i de les illes d'Elba, Montecristo, Pianosa, Cerboli i Palmaiola el 1585. Mantingué el títol de comte del sacre imperi. Fou assassinat el 28 de setembre de 1589 en una revolta popular instigada per la noblesa que va donar el poder al comandant espanyol de la fortalesa Fèlix d'Aragó. Es va casar el 1575 a Gènova am Isabel Mendoza, filla de Pedro Gonzalo de Mendoza, comte de Binasco, ambaixador d'Espanya a Gènova, la qual va morir el 1619. Va tenir tres fills: Isabel del Piombino; Jaume VII del Piombino, i Gàrzia (morta el 1592).